# Myndighed (institution)
 For alternative betydninger, se Myndighed. (Se også artikler, som begynder med Myndighed)
En myndighed er en organisation eller organisatorisk enhed, der træffer afgørelser med gyldighed for et fællesskab eller samfund. Ifølge vedtægterne for en forening er en generalforsamling typisk foreningens øverste myndighed. Tilsvarende gælder for virksomheder.
Når udtrykket benyttes i sammenhængen offentlig myndighed har ordet en afvigende betydning, fordi offentlige myndigheder udgør den udøvende magt. Ved myndighedsudøvelse forstås dels afgørelser, som ensidigt bestemmer, hvad der skal være ret, dels legaliseret udøvelse af fysisk tvang til gennemførelse af samfundets retsregler. Den offentlige sektor omfatter ud over myndighedsudøvelse en lang række servicefunktioner. Det, der for 100 år siden blev betegnet som myndigheder, omtaltes derfor i dag typisk som forvaltningsorganer.  For offentlige myndigheder gælder desuden, 1) at de skal struktureres i et hierarki eller lignende, således at den øverste myndighed placeres i ministerier, der ledes af parlamentarisk ansvarlige ministre, 2) at de skal disponere i overensstemmelse med gældende lov og retspraksis, og 3) at de er underlagt kontrol af domstole og Ombudsmand. Når forvaltnings- eller domstolsstrukturen er i fokus, omtales myndigheder som 'instanser', for eksempel Retten i Første Instans.
Ordet myndighed kan anvendes synonymt med autoritet , og var (i ældre tid?) også synonym med øvrighed, i betydningen 'organ for statens udøvende magt, der kan optræde besluttende og befalende over for borgerne' . Ordet myndighed optræder i sammenhængen magt og myndighed .